# Secteur fortifié de Thionville

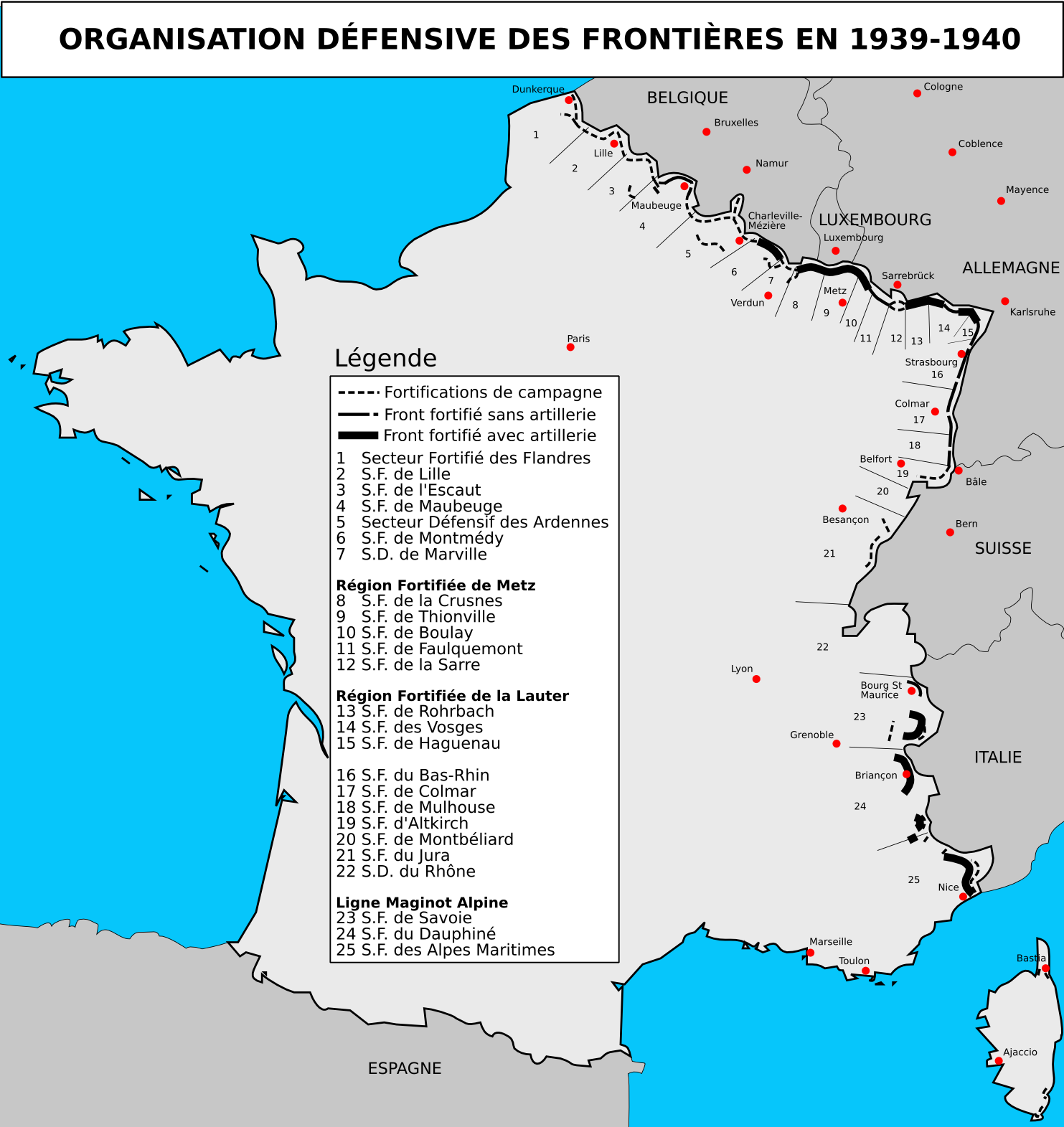
Carte de l'organisation en secteurs de la ligne Maginot.

Le secteur fortifié de Thionville est une partie de la ligne Maginot, situé entre le secteur fortifié de la Crusnes à l'ouest et le secteur fortifié de Boulay à l'est.
Il forme une ligne le long de la frontière entre d'une part la France et d'autre part le Luxembourg puis l'Allemagne, au nord de la ville de Thionville, de Rochonvillers à Breistroff-la-Petite (dans la Moselle). Les fortifications du secteur sont les plus solides et les plus complètes de l'ensemble de la ligne.
Pour un article plus général, voir Ligne Maginot.

## Organisation et unités

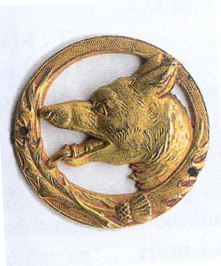
Insigne du RIF.
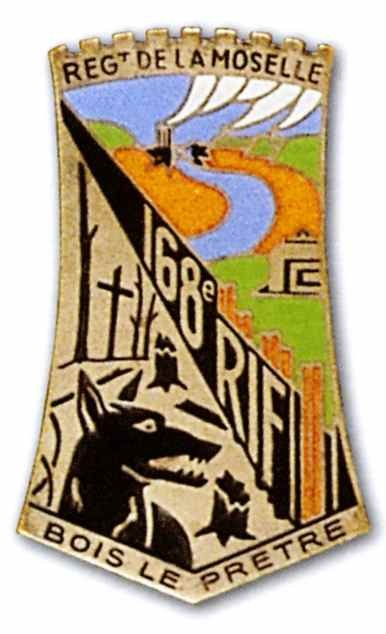
Insigne du RIF.
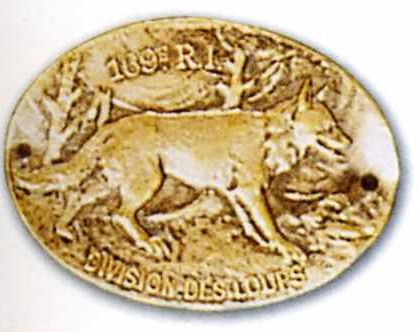
Insigne du RIF.

D'abord sous commandement de la 6e région militaire (QG à Metz) jusqu'à la déclaration de guerre, le secteur passe alors sous commandement de la 3e armée : il est sous l'autorité du corps d'armée colonial, composé de la 56e division d'infanterie (de réserve, série B) et de la 2e division d'infanterie (de réserve, série A).
Lors de la réorganisation de la ligne de front le 21 novembre 1939, le secteur récupère le sous-secteur d'Hombourg-Budange (ouvrages du Hackenberg, du Coucou, du Mont-des-Welches et du Michelsberg).
Le secteur fortifié de Thionville est commandé par le général Cousse (sl) à partir du 2 septembre 1939, puis par le général Poisot entre le 1er janvier 1940 et le 19 juin 1940.
Le secteur est divisé en trois sous-secteurs fortifiés, avec les unités suivantes comme équipages des ouvrages et casemates ainsi que comme troupes d'intervalle stationnées entre ceux-ci après la mobilisation :
- sous-secteur d’Angevillers, confié au 169e régiment d'infanterie de forteresse ;
- sous-secteur d’Hettange-Grande, confié au 168e régiment d'infanterie de forteresse ;
- sous-secteur d’Elzange, confié au 167e régiment d'infanterie de forteresse.

L'artillerie du secteur est composée des :
- 151e régiment d'artillerie de position (fournissant les artilleurs des ouvrages, des forts de Guentrange et de Kœnigsmacker[3], ainsi que deux groupes de position : ces derniers armés avec huit canons de 120 mm L modèle 1878 de Bange, vingt 155 mm L 1877 de Bange, deux 220 mm L 1917 Schneider (en) et deux 240 mm 1884 Saint-Chamond[4]) ;
- 70e régiment d'artillerie mobile de forteresse (trois groupes tractés armés avec vingt-quatre canons de 75 mm modèle 1897/1933 TTT et douze 155 mm C 1917 Schneider TTT[5]).

- Insigne du 167e RIF.
- Insigne du 168e RIF.
- Insigne du 169e RIF.

## Composants
Le secteur fortifié de Thionville est, avec une partie du secteur fortifié de Boulay, l’ensemble le mieux fortifié de toute la ligne. Sur les 25 kilomètres qu'il couvre, on retrouve pas moins de sept puissants ouvrages d'artillerie (Rochonvillers, Molvange, Sœtrich, Kobenbusch, Galgenberg, Métrich et Billig), quatre ouvrages moins importants d'infanterie (Immerhof, Bois-Karre, Oberheid et Sentzich), 17 casemates CORF (de C 36 à C 52), 18 abris (indicatif X 2 à X 19), 4 observatoires (indicatif O), 17 blockhaus MOM et 40 tourelles STG.
Ce secteur fortifié est probablement l’un des seuls à être conforme aux directives de la CORF et à avoir été construit entièrement. Protégeant efficacement la sidérurgie et les mines de fer lorraines, ce secteur intégrait aussi dans son organisation les anciens forts construits par les Allemands avant la Première Guerre mondiale autour de Thionville et de Metz (groupes fortifiés de Guentrange, de Kœnigsmacker, d’Illange ou de l’Aisne).
| Sous-secteur d'Angevillers ou d'Œutrange (PC au bois de la Côte) | Sous-secteur d'Hettange (PC à Sainte-Marie) | Sous-secteur d'Elzange (PC au fort de Kœnigsmacker) |
| --- | --- | --- |
| A 8 Rochonvillers C 36 Grand-Lot X 2 Grand-Lot C 37 Escherange Ouest C 38 Escherange Est C 39 Petersberg Ouest C 40 Petersberg Est X 3 Bois-d'Escherange X 4 Petersberg A 9 Molvange C 41 Entrange X 5 Bois-de-Kanfen C 42 Bois-de-Kanfen Ouest C 43 Bois-de-Kanfen Est X 6 Zeiterholz | X 7 Stressling A 10 Immerhof X 8 Hettange O 9 Hettange X 9 Route-du-Luxembourg O 10 Route-du-Luxembourg X 10 Helmreich A 11 Sœtrich O 13 Boust C 44 Boust X 11 Barrungshof A 12 Bois-Karre X 12 Bois-Karre C 45 Basse-Parthe Ouest C 46 Basse-Parthe Est X 13 Rippert X 14 Bois-de-Cattenom A 13 Kobenbusch A 14 Oberheid | O 20 Cattenom C 47 Sonnenberg A 15 Galgenberg A 16 Sentzich C 48 Kœnigsmacker Nord C 49 Kœnigsmacker Sud C 50 Métrich Nord C 51 Métrich Sud X 15 Krekelbusch A 17 Métrich X 16 Sud de Métrich X 17 Nonnenberg X 18 Nord du Bichel C 52 Bois-de-Kœnigsmacker X 19 Sud du Bichel A 18 Billig |

Le code de chaque organe indique sa nature : « A » pour les ouvrages, « C » pour les casemates, « O » pour les observatoires et « X » pour les abris. La numérotation se fait d'ouest en est de la région fortifiée de Metz (qui correspond aux secteurs de la Crusnes, de Thionville, de Boulay et de Faulquemont).

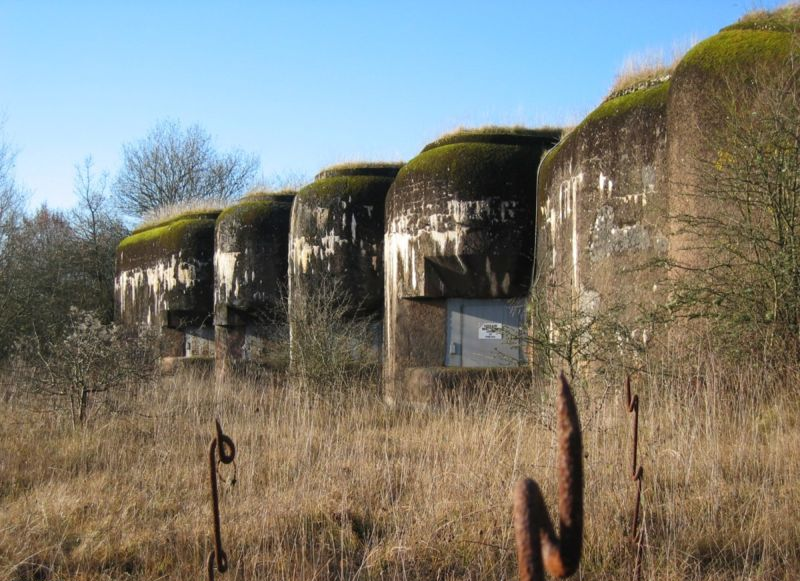
Rochonvillers, vue frontale du bloc 5.
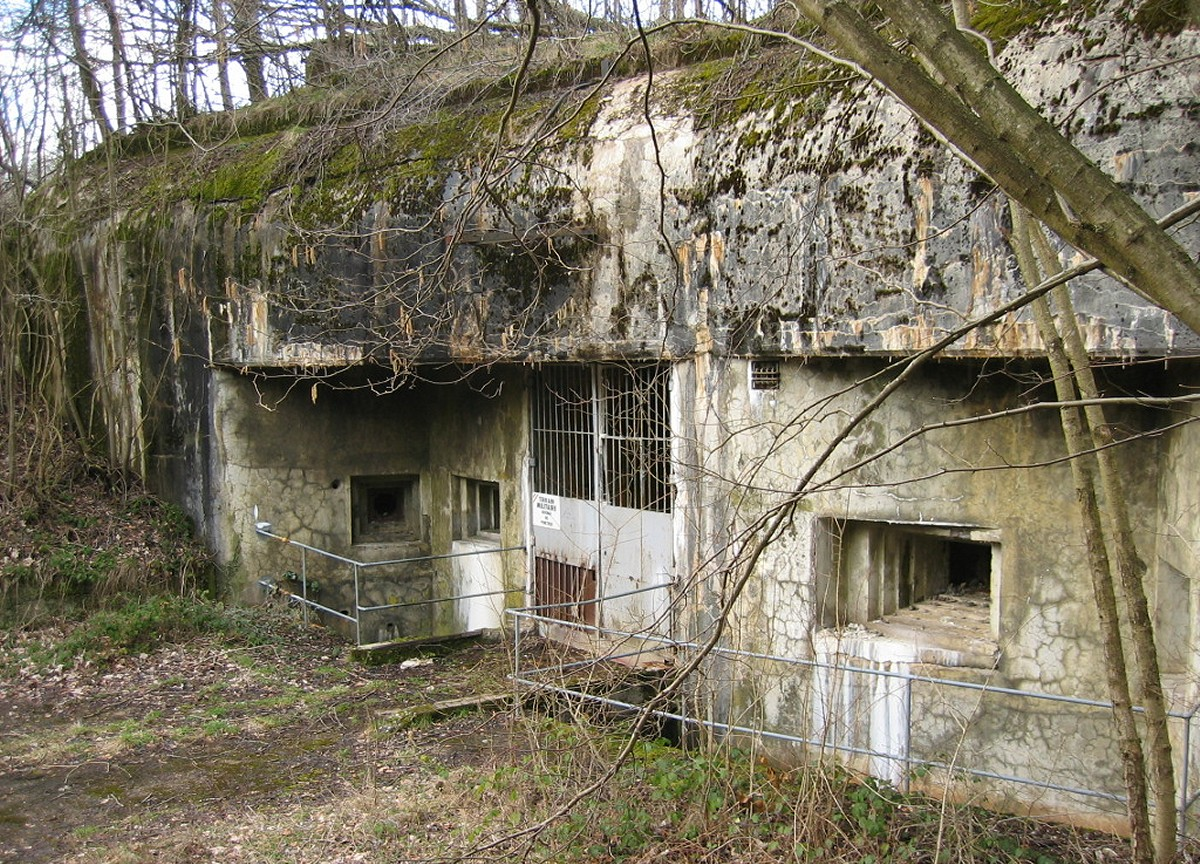
Molvange, entrée des munitions.
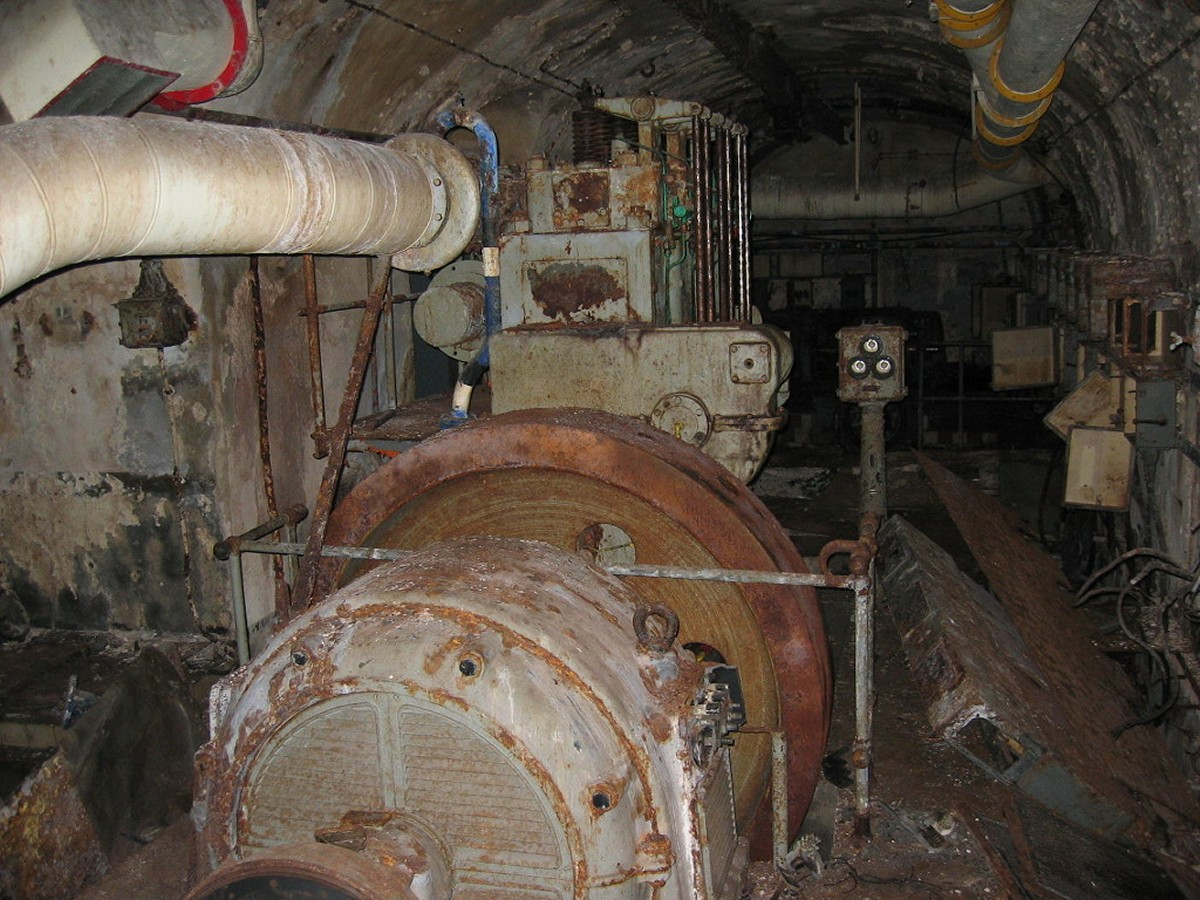
L'usine de Soetrich vue en mai 2004.
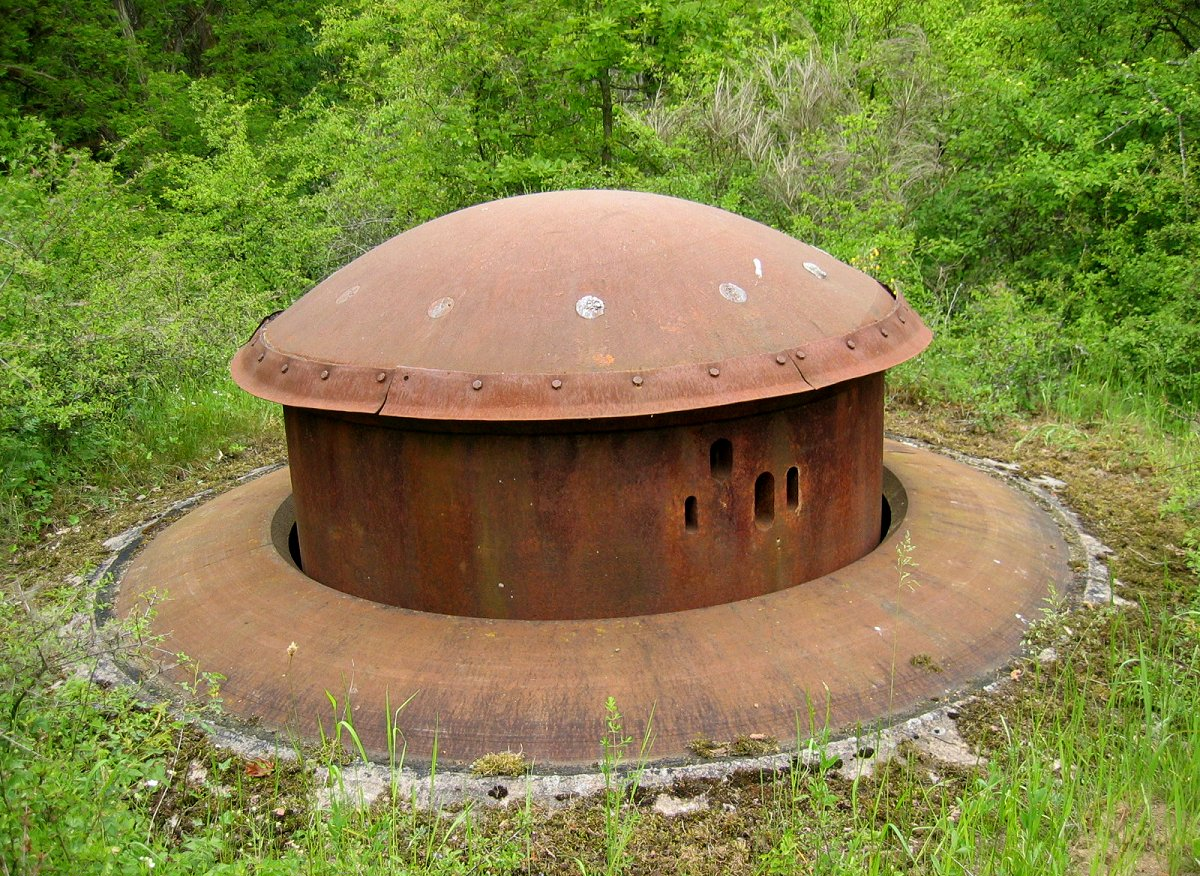
Tourelle de mitrailleuses de l'Oberheid.
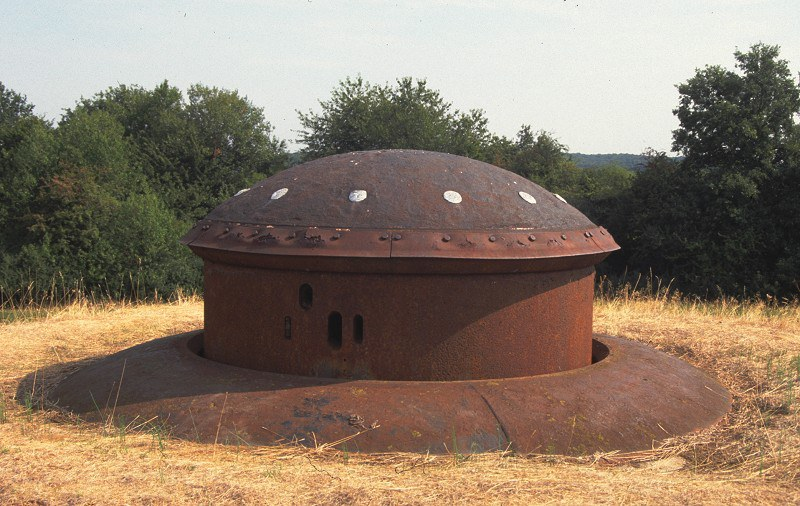
Tourelle de mitrailleuses de l'Immerhof.
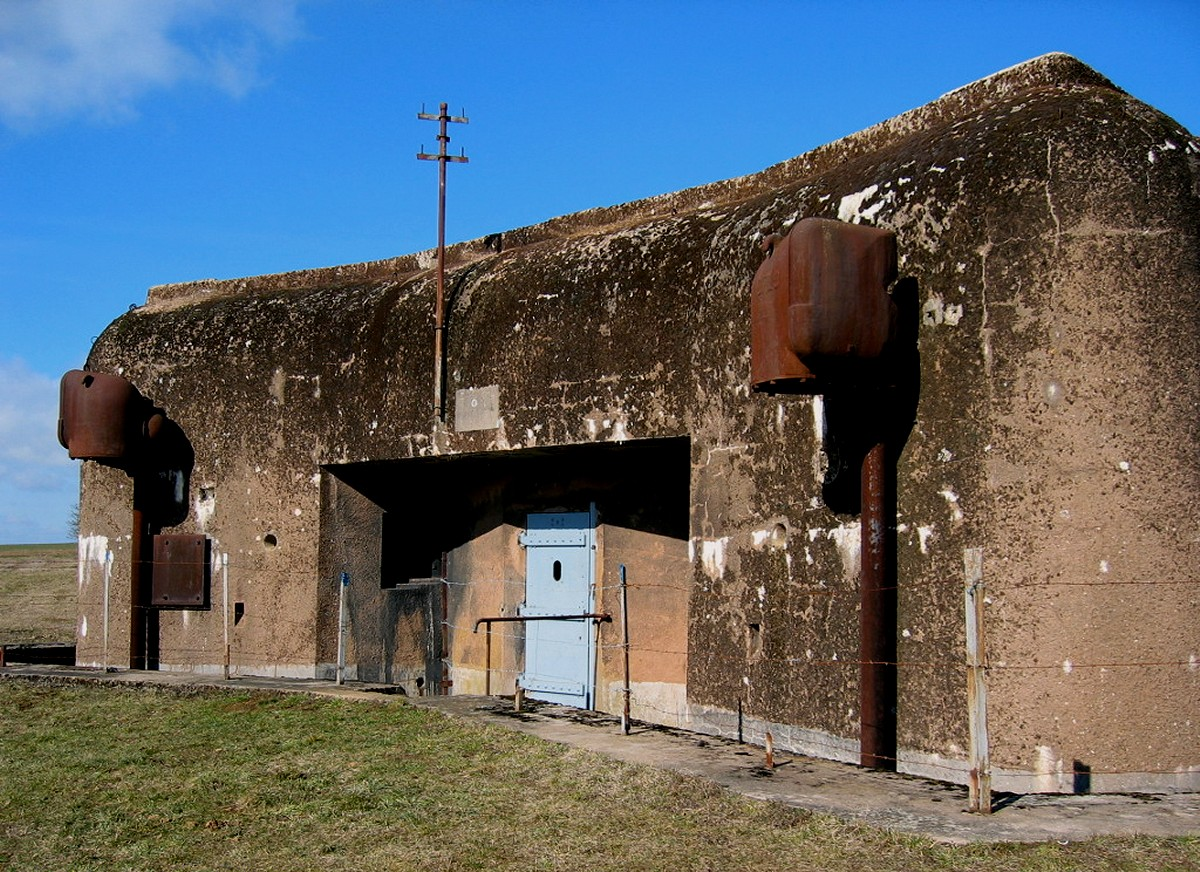
Casemate du Grand-Lot.

### Casernements de sûreté

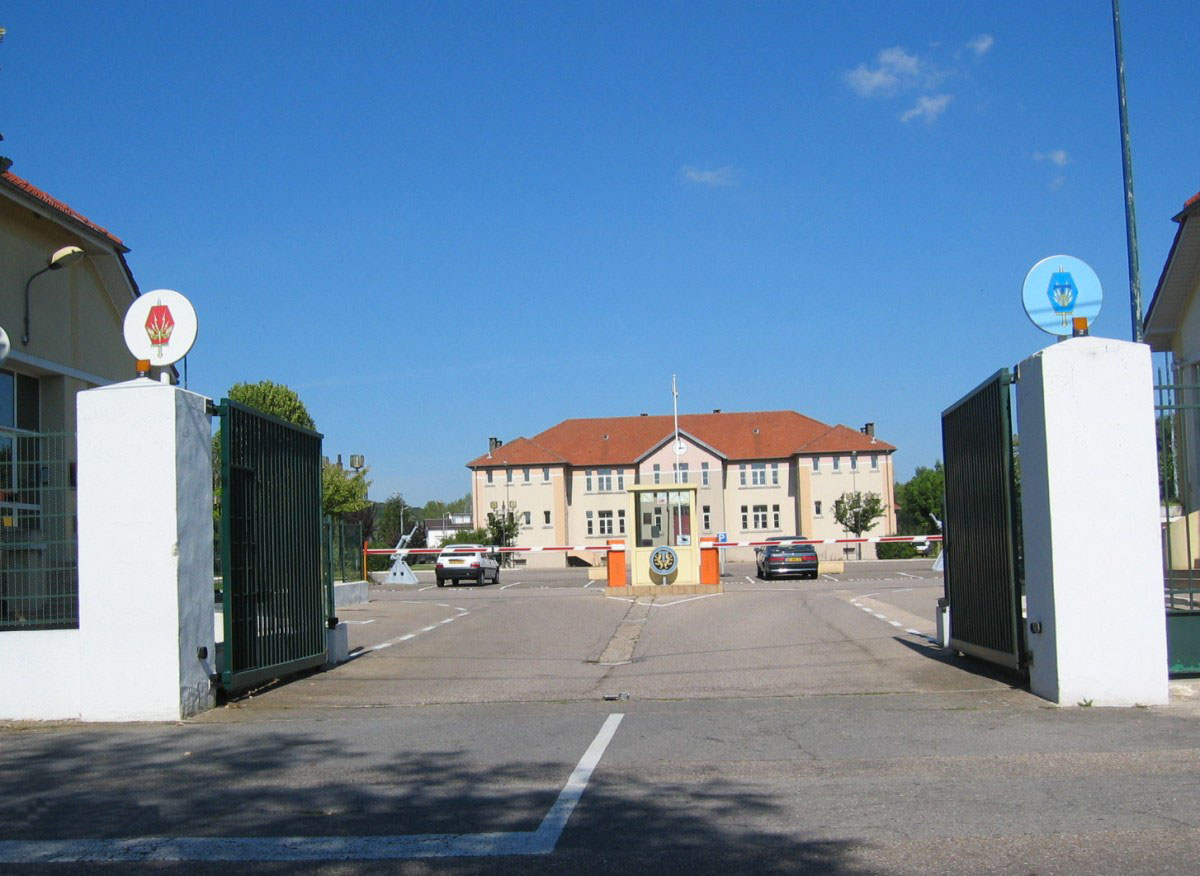
Camp d'Hettange-Grande, aujourd'hui quartier Guyon-Gellin du 40e RT.

- Camp d'Angevillers
- Camp d'Hettange-Grande
- Camp de Cattenom
- Camp d'Elzange

### AnciennesFestenallemandes
- Fort d’Illange
- Fort de Guentrange
- Fort de Kœnigsmacker